# الگانووو
الگانووو (به لهستانی:  Elganowo) یک روستا در لهستان است که در گمینا پاسم واقع شده‌است. الگانووو ۱۷۰ نفر جمعیت دارد.